# Quần đảo San Juan

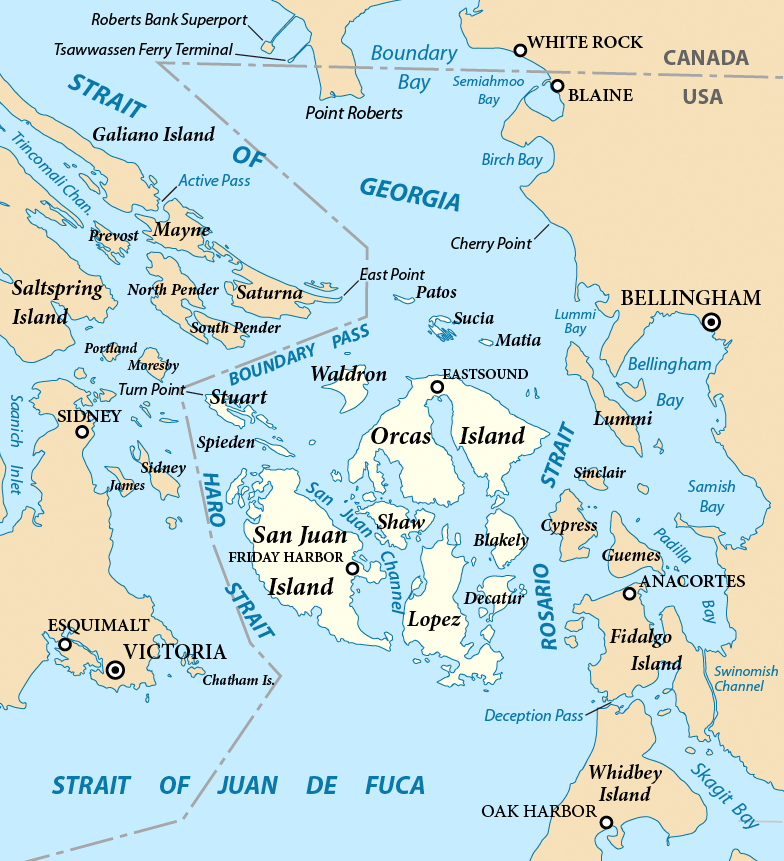
Quần đảo San Juan (màu vàng nhạt).

San Juan là một quần đảo nằm về phía tây bắc Hoa Kỳ, thuộc tiểu bang Washington. Xét về địa giới, quần đảo bị kẹp giữa Hoa Kỳ về phía đông và đảo Vancouver (tỉnh bang British Columbia, Canada) về phía tây, mặt Bắc và mặt Nam là hai eo biển Georgia và eo biển Juan de Fuca. Quần đảo bị ngăn cách khỏi lục địa Hoa Kỳ bởi eo biển Rosario, ngăn cách khỏi đảo Vancouver bởi eo biển Haro và eo biển Boundary.

## Lịch sử
Cái tên San Juan được nhà thám hiểm người Tây Ban Nha Francisco de Eliza đặt vào năm 1791, với tên đầy đủ là Isla y Archiepelago de San Juan .
Năm 1846, Hiệp ước Oregon thiết lập biên giới giữa thuộc địa Canada của Anh và Hoa Kỳ trên đường vĩ tuyến 49 (lấy vĩ tuyến 49 làm biên giới), theo đó thì đường biên giới chạy ngang qua eo biển Georgia ở phía tây cho đến ra Thái Bình Dương, trong khi đó hai bên đều nhất trí rằng đảo Vancouver thuộc quyền sở hữu của Anh, nhưng hiệp ước không nói gì tới quần đảo San Juan, một quần đảo nằm phía nam vĩ tuyến 49. Kết quả của việc đó là một cuộc tranh chấp biên giới giữa hai nước nổ ra, và có lúc dường như đã xảy ra xung đột và có thể là chiến tranh.
Phần lãnh thổ tranh chấp duy nhất giữa Hoa Kỳ và Anh là quần đảo San Juan nằm trong vùng biển giữa Canada và vùng lãnh thổ Oregon. Anh và Mỹ đều tuyên bố những hòn đảo này thuộc chủ quyền của mình, cả hai nước đều có cư dân sinh sống ở đó. Năm 1853, đảo đã trực thuộc vùng đất  Washington Territory mới tạo Vào năm 1859, một cư dân quốc tịch Mỹ trên đảo San Juan tên là Lyman Cutlar đã bắn chết một con lợn trong ruộng khoai tây nhà mình, nhưng đó là một con lợn của một cư dân Anh quốc cũng sống trên hòn đảo này. Nhà chức trách Anh đe doạ sẽ bắt giữ Cutlar nếu không chịu bồi thường. Những cư dân Mỹ trên đảo liền cậy nhờ đến sự giúp đỡ của quân đội Mỹ nằm dưới sự chỉ huy của viên tướng hiếu chiến William Harney, ông ta đã cho cử đến hòn đảo này một đại đội thuộc trung đoàn bộ binh số 9. Đáp lại điều đó, viên Thống đốc Anh ở British Columbia cũng đã cử một chiếc thuyền chiến đến hòn đảo này. Tình hình trở nên vô cùng căng thẳng. Lực lượng 400 lính Hoa Kỳ đống chốt trên đảo, trong khi đó hạm đội thuyền chiến với hang 1000 lính của Anh cũng sẵn sàng ở ngoài khơi đổ bộ lên đảo. Khả năng chiến tranh đã hiện hữu.
Một điều may mắn là các sĩ quan Hải quân Anh không tuân lệnh viên Thống đốc là đổ bộ lên đảo nhằm tránh cuộc chiến đối đầu. Chính quyền Washington lo ngại việc những hành động giận dữ của cư dân trên đảo sẽ dẫn đến chiến tranh giữa hai quốc gia, nên đã cử tướng Winfield Scott, tham mưu trưởng Quân đội Mỹ, tới để làm dịu tình hình. Cả hai nước thống nhất tạm thời sẽ cùng quản lý quần đảo, chấm dứt cuộc đối đầu quân sự.

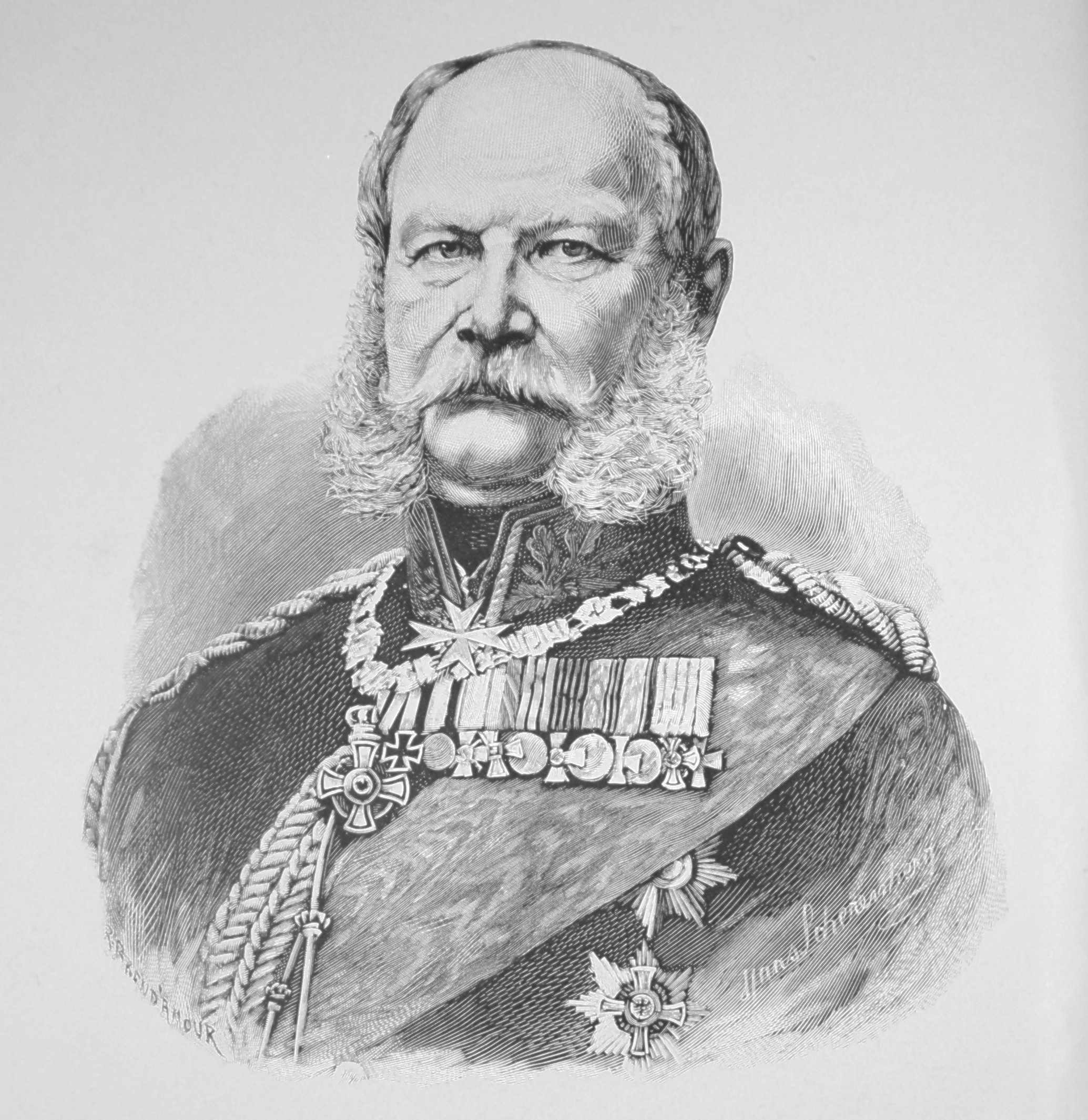
Hoàng đế Wilhelm I của Đức

Việc chấm dứt cuộc đối đầu quân sự làm cho các nhà chính trị hai nước thở phào nhẹ nhỏm, vì nếu chiến tranh xảy ra thì vô cùng khó lường, nhưng một cuộc chiến vì một con lợn bị bắn chết thì quả là một điều không thể tưởng tượng được trong lịch sử. Từ việc đối đầu bằng lưởi lê và súng đạn, hai bên chuyển sang đối đầu nhau trên bàn ngoại giao, cuộc chiến võ mồm dai dẳng trong suốt 12 năm. Cho đến năm 1871 khi việc này được quyết định bởi vị hoàng đế Wilhelm I của Đức, khi hai nước chọn ông làm trổng tài cho cuộc đấu, và mọi chuyện tranh chấp cũng đã dừng lại vào năm 1872 khi đường biên giới được xác định tại eo biển Haro, tức là quần đảo thuộc về quyền quản lý của Hoa Kỳ.

## Danh sách các đảo thuộc quần đảo San Juan
Danh sách này chỉ tính các đảo thuộc quần đảo San Juan theo quy định của USGS từ là phần đảo nằm giữa eo biển Juan de Fuca, eo biển Haro, eo biển Rosario, eo biển Boundary, và eo biển Georgia.
| - Đảo Aleegria - Đảo Allan - Đảo Anderson - Đảo Armitage - Đảo Barnes - Đảo Barren - Đảo Battleship - Đảo Bell - Đảo Blakely - Đảo Blind - Đảo Boulder - Đảo Brown - Đảo Buck - Đảo Burrows - Quần đảo Cactus - Đảo Canoe - Đảo Castle - Đảo Cemetery - Đảo Center - Đảo Charles - Đảo Clark - Đảo Cliff - Đảo Colville - Đảo Coon - Đảo Crab - Đảo Crane - Đảo Deadman - Đảo Decatur - Đảo Dinner - Đảo Doe - Đảo Double - Đảo Ewing - Đảo Fawn |  | - Đảo Flattop - Đảo Flower - Đảo Fortress - Đảo Freeman - Đảo Frost - Đảo Goose - Đảo Gossip - Đảo Guss - Đảo Hall - Đảo County - Đảo Henry - Đảo Iceberg - Đảo James - Đảo Johns - Đảo Jones - Đảo Justice - Đảo Little - Đảo Little Patos - Đảo Little Sister - Đảo Lone Tree - Đảo Long - Đảo Lopez - Đảo Low - Đảo Matia - Đảo Mcconnell - Đảo Minor - Đảo Nob (Bắc Mỹ) - Đảo Bắc Finger - Đảo Obstruction - Đảo O'Neal - Đảo Orcas - Đảo Patos - Đảo Pearl - Đảo Pearl |  | - Đảo Pointer - Đảo Pole - Đảo Posey - Đảo Puffin - Đảo Ram - Đảo Reef - Đảo Rim - Đảo Ripple - Đảo Rum - Đảo San Juan - Đảo Satellite - Đảo Sentinel - Đảo Shaw - Đảo Sheep - Đảo Skull - Đảo Small - Đảo Smith - Đảo Nam Finger - Đảo Spieden - Đảo Stuart - Đảo Sucia - Đảo Swirl - Đảo Towhead - Đảo Trump - Đảo Turn - Đảo Victim - Đảo Waldron - Quần đảo Wasp - Đảo Willow - Đảo Yellow |

## Trích nguồn
- Được dịch từ http://en.wikipedia.org/wiki/San_Juan_Islands
- The Greatest war stories never told (100 tales from military history to astonish, bewilder, and stupefy)_Rick Beyer

1. 1 2  "San Juan Islands". Hệ thống Thông tin Địa danh. Cục Khảo sát Địa chất Hoa Kỳ. http://geonames.usgs.gov/pls/gnispublic/f?p=gnispq:3:::NO::P3_FID:1510684. Truy cập 2011-01-31.
2. ↑  Stein, Julie K. (2000). Exploring Coast Salish prehistory: the archaeology of San Juan Island. University of Washington Press. tr. 4–5. ISBN 978-0-295-97957-1. Truy cập ngày 30 tháng 7 năm 2011.
3. ↑  Scholefield, Ethelbert Olaf Stuart; Howay, Frederic William (1914). British Columbia from the earliest times to the present. Vol. 2. The S.J. Clarke publishing company. tr. 301. OCLC 697901687. Bản gốc lưu trữ ngày 27 tháng 5 năm 2011. Truy cập ngày 22 tháng 6 năm 2011.